# Рудольф Ітес
Рудольф Ітес (нім. Rudolf Ites; 5 лютого 1918 — 19 лютого 1944) — німецький офіцер-підводник, оберлейтенант-цур-зее резерву крігсмаріне (1 грудня 1943).

## Біографія
В 1936 році вступив на флот. З серпня 1939 по червень 1942 року служив на різних штабних посадах. З червня по вересень 1942 року пройшов курс кермового, а з вересня 1942 по березень 1943 року — курс підводника. З березня 1943 року — 2-й, з липня — 1-й вахтовий офіцер підводного човна U-709, на борту якого провів в морі 110 днів. В листопаді-грудні пройшов курс командира підводного човна. З 3 грудня 1943 року — командир U-709. 25 січня 1944 року вийшов в свій перший і останній похід. 1 березня 1944 року човен був потоплений глибинними бомбами американських есмінців «Томас», «Боствік» і «Бронштейн». Всі 52 члени екіпажу загинули.

### Родина
Його брат-близнюк Отто був командиром підводного човна U-94 (1940), який потопив 15 кораблів загальною водотоннажністю 76 882 тонн і пошкодив 1 корабель водотоннажністю 8 022 тонн. 28 серпня 1942 року U-94 був потоплений в Карибському морі канадським корветом «Оуквілл» і американський летючим човном PBY «Каталіна». 19 членів екіпажу загинули, а 26 (включаючи Отто) були взяті в полон. Після війни Отто Ітес дослужився до чину контр-адмірала ВМС ФРН.

## Нагороди
- Залізний хрест 2-го класу (19 жовтня 1941)
- Нагрудний знак мінних тральщиків (1942)
- Нагрудний знак підводника (29 листопада 1943)